# Funktionalisme (arkitektur)
 For alternative betydninger, se Funktionalisme. (Se også artikler, som begynder med Funktionalisme)
Funktionalisme (også funkis, af funktion, fra latin: functio, fungere, udføre, fyldbyrde) er den stilhistoriske betegnelse for en udvikling i arkitekturen, som opstod efter første verdenskrig og prægede mellemkrigstiden. Funktionalisme overlapper med modernismen og bruges til tider synonymt med denne. Ofte henviser "funktionalisme" dog primært til den skandinaviske afart af modernismen koblet til en social indsats og opbygningen af velfærdssamfundet.
Forkortelsen funkis (fra svensk) opstod omkring tiden for Stockholmsudstillingen 1930.
De danske funktionalister kan groft sagt opdeles i to grupper: Arkitekter, der søgte at efterligne de udenlandske forbilleder, især Le Corbusiers hvide, kubiske huse og i stort omfang brød med traditionel dansk byggeskik, og arkitekter, der søgte at kombinere funktionalismen med danske materialer og håndværkstraditioner. Den første gruppes værker præges af flade tage, hvide facader og eksperimenter med beton, mens den anden gruppes bygninger er opført i mursten og har tegltage.
Til den første gruppe hører bl.a. Arne Jacobsen, Ole Falkentorp, Flemming Lassen, Mogens Lassen, Vilhelm Lauritzen, Carlo Odgaard og Frits Schlegel, mens den anden gruppe præges af bl.a. Povl Baumann, Hans Dahlerup Berthelsen, Kay Fisker, C.F. Møller, Axel Maar og Arthur Wittmaack & Vilhelm Hvalsøe. Den sidstnævnte gruppe fik på langt sigt klart den største betydning for boligbyggeriet.
Mange af tidens arkitekter, fx Svenn Eske Kristensen og Hans Hansen bevægede sig dog frit og eksperimenterende mellem disse positioner.
Eksempler:
- Bella Vista & Bellevue Teatret i Klampenborg (tegnet af Arne Jacobsen, opført 1932-1937)
- Hotel Astoria i København (tegnet af Ole Falkentorp, opført 1934-35)
- Radiohuset i Rosenørns Allé (tegnet af Vilhelm Lauritzen, opført 1937-1947)
- Københavns Lufthavn i Kastrup (tegnet af Vilhelm Lauritzen, opført 1937-1945)
- Århus Rådhus (tegnet af Arne Jacobsen og Erik Møller, opført 1938-1942)
- Hostrups Have (tegnet af Hans Dahlerup Berthelsen, opført 1935-36)